# Syarinidae

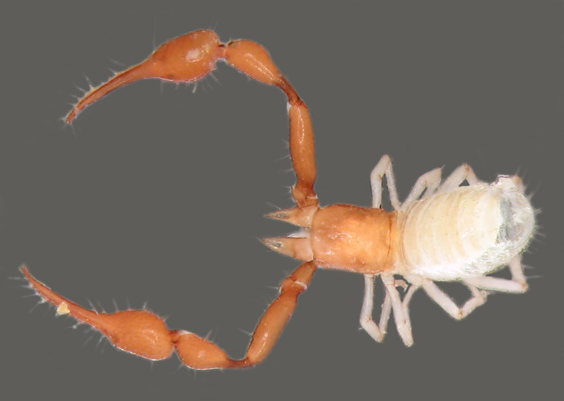
Lusoblothrus aenigmaticus

Syarinidae (лат.) — семейство псевдоскорпионов из подотряда Iocheirata.
Около 100 видов.

## Описание
Псевдоскорпионы мелких размеров (менее 5 мм). Ядовитый аппарат находится только в неподвижном пальце хелицер педипальп. Плевральные оболочки брюшка могут быть зернистыми, но обычно гладко и продольно исчерчены. Линия сочленения между базифемуром и телофемуром ноги IV, по крайней мере, немного наклонена к длинной оси бедра. Терминальный (t) трихоботрий подвижного хелицерального пальца укорочен и имеет ланцетную форму к дистальному концу, что является уникальной особенностью среди всех псевдоскорпионов. Карапакс прямоугольный, с четырьмя глазами или без них. Хелицеры могут иметь длинную, тонкую, простую галеа или не иметь её. У хелицер педипальп обычные 12 трихоботрий. Имеют диплотарсатные ноги, то есть лапки всех ходильных ног состоят из двух сегментов.
Это семейство встречается в основном в Северном полушарии; есть несколько форм в Африке и Юго-Восточной Азии. Они живут в почве и подстилке, а некоторые из них стали успешными троглобионтами пещер, например, Troglobisium и Pseudoblothrus в Европе и Chitrella в США. К этому семейству принадлежит широко распространенный тропический род Ideobisium, хотя обычно его относят к Neobisiidae. Как и у Neobisiidae, обитатели почвы могут быть крошечными, а длина троглобионтов может достигать 5 мм. Наиболее распространенными являются Syarinus, Chitrella, Pachychitra и Ideobisium.

## Классификация
Описано около 100 видов и 17 родов.
Псевдоскорпионы, в настоящее время входящие в состав Syarinidae, имеют пеструю историю. Впервые они были обнаружены Чемберленом (1930), который включил в семейство три рода: Syarinus и Hyarinus в Syarininae и Chitra в Chitrinae. Последнее было изменено Бейером (1932) на Chitrellinae, когда одноименное название Chitra было изменено на Chitrella. Мачмор (1982) считал, что Ideobisium и другие Ideobisiinae родственны сиарининам. Ранее они считались представителями Neobisiidae. Подсемейство Microcreagrellinae было создано для Microcreagrellella Бейером (1963), но этот род, возможно, является членом Chitrellinae. Текущая классификация семейства основана на работах Мачмора (1982) и Сарагосы (2010).
- Arcanobisiinae Zaragoza, 2010
  - Arcanobisium Zaragoza, 2010[5]
- Chitrellinae Beier, 1932
  - Aglaochitra Chamberlin, 1952
  - Chitrella Beier, 1932
  - Chitrellina Muchmore, 1996[7]
  - Hadoblothrus Beier, 1952
  - Microcreagrella Beier, 1961[8]
  - Microcreagrina Beier, 1961
  - Pararoncus Chamberlin, 1938
  - Pseudoblothrus Beier, 1931
- Ideobisiinae Banks, 1895
  - Alocobisium Beier, 1952[9][10]
  - Ideobisium Balzan, 1892
  - Ideoblothrus Balzan, 1892[11][12]
  - Microblothrus Mahnert, 1985[13]
  - Nannobisium Beier, 1931
- Syarininae Chamberlin, 1930[14]
  - Anysrius Harvey, 1998[15]
  - Syarinus Chamberlin, 1925

Incertae sedis
- Hyarinus Chamberlin, 1925

дополнение:
- Lusoblothrus Zaragoza & Reboleira, 2012[16]